# William Turner (naturalista)
William Turner (Morpeth, 1508 – Londra, 13 luglio 1568) è stato un medico, naturalista e presbitero britannico anglicano. Studiò medicina in Italia e fu intimo amico del naturalista svizzero Conrad Gessner. Fu un erborista e ornitologo della prima ora ed è in questi settori che risiede il maggior interesse per la sua figura.

## Biografia

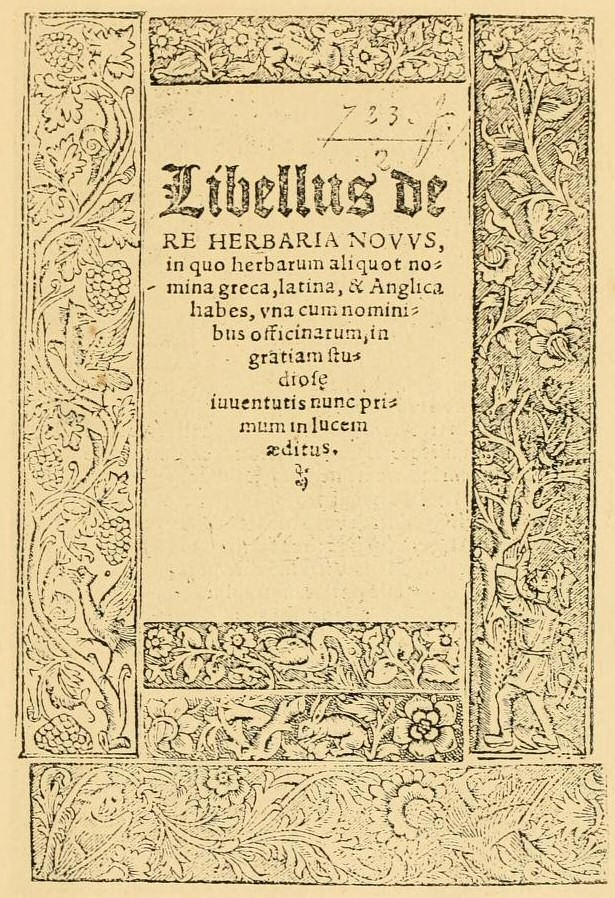
Copertina di Libellus de Re Herbaria Novus, 1538

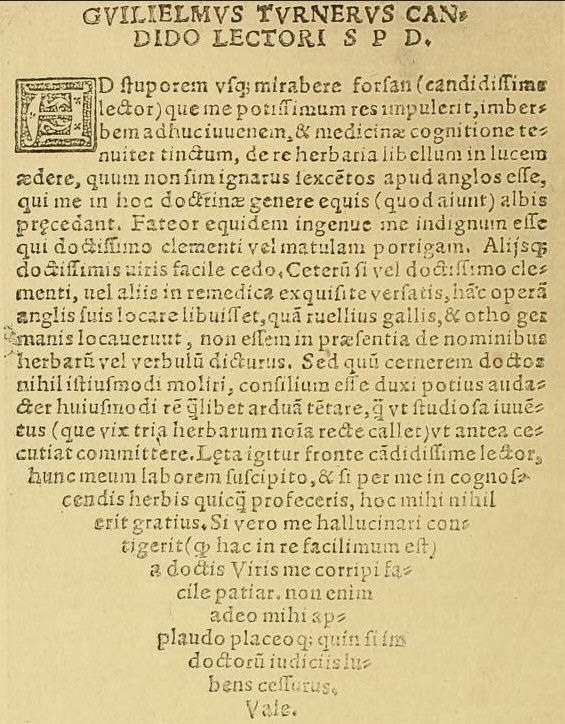
Pagina da Libellus de Re Herbaria Novus con nome Giulielmus Turnerus

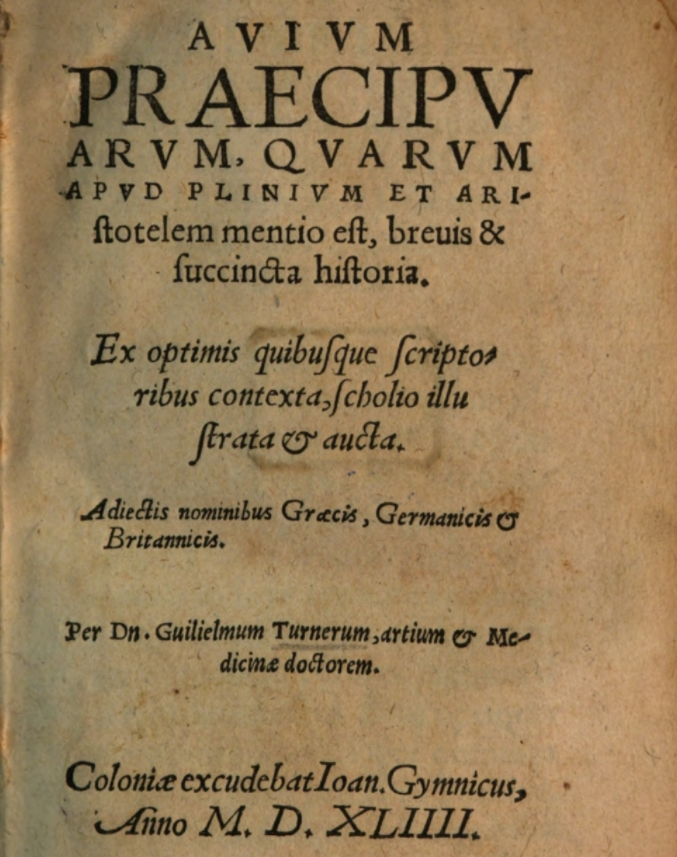
Copertina di Avium Praecipuarum, 1544, il primo libro ad essere stampato, dedicato interamente all'ornitologia.

Suo padre era molto probabilmente un tintore suo omonimo. Studiò al Pembroke College, all'Università di Cambridge dal 1526 al 1533, dove ottenne un B.A. nel 1530 e un M.A. nel 1533. Fu Fellow e tesoriere anziano alla Pembroke Hall. Mentre era a Cambridge pubblicò diverse opere, e fra questa Libellus de re herbaria nel 1538. Trascorse gran parte del suo tempo libero allo studio attento delle piante che egli cercava nel loro habitat naturale, descrivendole con una precisione fino ad allora sconosciuta in Inghilterra.
Nel 1540, iniziò a viaggiare predicando fino a quando non venne arrestato. Dopo la sua liberazione, continuò a studiare medicina in Italia, a Ferrara e Bologna, dal 1540 al 1542, e fu inserito nella facoltà di medicina di una di queste due università.
Dopo essersi laureato in medicina, divenne medico personale del conte di Emden. Tornato in Inghilterra divenne cappellano e medico del Duca di Somerset, e in seguito alla sua influenza ottenne incarichi ecclesiastici. La posizione di medico di Somerset lo portò anche ad esercitare la professione tra la l'alta società. Divenne prebendario di Botevant nella Cattedrale di York nel 1550, e decano della cattedrale di Wells 1551-1553, dove impiantò un giardino fisico. Quando salì al trono Maria I d'Inghilterra, Turner dovette andare in esilio per la seconda volta. Dal 1553 al 1558 visse a Weißenburg svolgendo la professione medica, e divenne calvinista, se non lo era già da prima.
Dopo la salita al trono di Elisabetta I nel 1558, Turner tornò in patria, e fu nuovamente Dean alla cattedrale di Wells dal 1560 al 1564. I suoi tentativi di portare la chiesa inglese verso le chiese riformate di Germania e Svizzera, portò alla sua sospensione, per non conformità, nel 1564. Turner morì a Londra il 7 lug 1568 nella sua casa di Crutched Friars, nella City di Londra, ed è sepolto nella chiesa di St Olave Hart Street. Una pietra incisa sulla parete sud-est di questa chiesa commemora Turner. Thomas Lever, uno dei più grandi predicatori puritani dell'epoca, pronunciò il sermone al suo funerale.
Abbastanza presto nella sua carriera, Turner si interessò di storia naturale e di redigere elenchi affidabili delle piante e degli animali presenti in Inghilterra, pubblicando Libellus de re herbaria nel 1538. Nel 1544, Turner pubblicò Avium praecipuarum, quarum apud Plinium et Aristotelem mentio est, brevis et succincta historia, che trattava non solo dei principali uccelli e dei loro nomi citati da Aristotele e Plinio il Vecchio, ma comprendeva accurate descrizioni e storie di vita degli uccelli provenienti dalla sua vasta conoscenza ornitologica. Questo era il primo libro stampato, interamente dedicato agli uccelli.
Nel 1545 pubblicò The Rescuynge of the Romishe Fox, nel 1548, The Names of Herbes e nel 1551 il primo dei tre volumi Herbal, che gli diedero la fama di grande botanico.
A new herball, wherin are conteyned the names of herbes… (London: stampato da Steven Myerdman e venduto da John Gybken nel 1551) è la prima parte del capolavoro di Turner; la seconda nel 1562 e la terza nel 1568 vennero stampate da Arnold Birckman di Colonia. Questi volumi hanno dato la prima indagine chiara e sistematica delle piante inglesi, con le loro xilografie ammirevoli (copiate soprattutto dal De historia Stirpium di Leonhart Fuchs del 1542) e osservazioni dettagliate basate su propri studi sul campo, su un piano del tutto superiore alle opere precedenti. Al tempo stesso, però, Turner incluse una descrizione dei loro "uses and vertues", e nella sua prefazione ammise che alcuni lo accuseranno di divulgare al grande pubblico ciò che avrebbe dovuto essere riservato ai professionisti. Per la prima volta in Inghilterra, un erbario era disponibile in lingua volgare, dal quale la gente avrebbe potuto identificare, senza difficoltà, le principali piante inglesi.
A New Book of Spiritual Physick venne pubblicato nel 1555. Nel 1562, Turner pubblicò la seconda parte del suo Herbal, dedicata a sir Thomas Wentworth, figlio del mecenate, che gli aveva permesso di andare a Cambridge. Questo libro è stato pubblicato da Arnold Birckman di Colonia, ed era compreso nello stesso trattato di Turner sui bagni. La terza ed ultima parte di Herbal venne pubblicata nel 1568, in un volume che conteneva anche edizioni rivedute della prima e seconda parte. Quest'opera fu dedicata alla regina Elisabetta. A New Boke on the Natures and Properties of all Wines, pubblicato nel 1568, celava un intento farmacologico, come anche presente in  Treatise of Triacle.

### Opere sulla storia naturale
- 1538: Libellus de re herbaria novus. Bydell, London. Index 1878; facsimiles 1877, 1966.
- 1544: Avium praecipuarum, quarum apud Plinium et Aristotelem mentio est, brevis et succincta historia. Gymnicus, Cologne. ed Cambridge 1823; ed with transl. Cambridge 1903.
- [1548]: The names of herbes. Day & Seres, London. ed 1881; facsimile 1966.
- 1551: A new herball. pt 1 Mierdman, London; pt 2 Barckman, Cologne. 1568, Cologne: part 2 in parts.

Altre opere sono descritte brevemente in Raven.